# Lethe darena
Lethe darena är en fjärilsart som beskrevs av Felder 1867. Lethe darena ingår i släktet Lethe och familjen praktfjärilar. Inga underarter finns listade i Catalogue of Life.